# Magnus Brahe (1849–1930)
Magnus Per Brahe, född den 1 oktober 1849 i Östra Ryds församling, Stockholms län, död den 29 maj 1930 i Östra Ryds församling, Stockholms län, var en svensk greve och överstekammarherre samt den siste medlemmen av den svenska Braheätten. Han var son till hovstallmästare greve Nils Fredrik Brahe (1812–1850) och grevinnan Hedvig Elisabeth Maria Amalia Piper.

## Biografi
Brahe blev underlöjtnant vid Livgardet till häst 1873 och ryttmästare 1889. Han blev kammarherre vid kungliga hovstaterna 1888, överstekammarjunkare 1907 och överstekammarherre hos kung Gustaf V:s hovstat 1911. 1912 blev Brahe underkansler vid Kungl. Maj:ts orden, en post han behöll fram till 1923 då han efterträddes av greve Adam Lewenhaupt.
Brahe innehade som fideikommiss, Skoklosters slott och samlingar samt ägde Skoklosters gods, Rydboholms slott och Krageholms slott.
Magnus Brahe var gift med friherrinnan Anna Augusta Nordenfalk (1863–1929), tidigare hovfröken hos kronprinsessan Victoria, dotter till friherren och riksdagsmannen Johan Nordenfalk (1830–1901) och hans andra hustru Emelie Augusta född Reuterskiöld (1840–1901).

### Eftermäle
Genom Brahes död utslocknande Braheätten och dess gravkor i Östra Ryds kyrka i Uppland stängdes för gott. Vapenskölden krossades och nyckeln till koret samt bitarna av skölden sänktes under högtidliga former i Kyrkviken av Stora Värtan av ärkebiskop Nathan Söderblom.
Fideikommissegendomen Skoklosters slott övergick till greve Magnus Brahes systerson, kabinettskammarherren friherre Gustaf Fredrik von Essen. Den siste private ägaren fram till 1967 var friherre Rutger Fredrik von Essen. Slottet förvärvades 1967 av Svenska staten.
Rydboholms slott ägs numera av grevinnan Elisabeth Douglas (född friherrinnan von Essen) och hennes man, greve Gustaf Douglas.

## Utmärkelser

### Svenska utmärkelser
- Riddare och kommendör av Kungl. Maj:ts orden (Serafimerorden), 16 juni 1928.
- Konung Oscar II:s och Drottning Sofias guldbröllopsminnestecken, 9 juli 1907.[5][8]
- Konung Oscar II:s jubileumsminnestecken, 18 september 1897.[5][8]
- Kronprins Gustafs och Kronprinsessan Victorias silverbröllopsmedalj, 20 september 1906.[5][8]
- Kommendör med stora korset av Nordstjärneorden, 28 april 1915.[12]
- Kommendör av första klassen av Nordstjärneorden, 16 juni 1908.[13]
- Riddare av Nordstjärneorden, 1 december 1900.[5][14]
- Riddare av första klassen av Svärdsorden, 1 december 1893.[5][15]

### Utländska utmärkelser
- Storkorset av Belgiska Kronorden, tidigast 1925 och senast 1928.[16][17]
- Storkorset av Danska Dannebrogorden, 18 november 1912.[5][8][18]
- Kommendör av andra graden av Danska Dannebrogorden, 27 augusti 1897.[5][7]
- Riddare av storkorset av Italienska Sankt Mauritius- och Lazarusorden, 20 december 1913.[5][8][18]
- Storkorset av Spanska Isabella den katolskas orden, 18 december 1907.[5][7][19]
- Storofficer av Franska Hederslegionen, 17 december 1908.[5][19][20]
- Kommendör av andra klassen av Badiska Zähringer Löwenorden, 1888.[5][7]
- Riddare av andra klassen av Preussiska Kronorden, 1888.[5][7]
- Kommendör av andra klassen av Sachsiska Albrektsorden, 1888.[5][7]